# SpamPal
SpamPal ist ein kostenloser Open-Source-Spam-Filter für Microsoft Windows. Das Programm arbeitet als lokaler Proxy oder als Server in einem Netzwerk, über den die E-Mail vom E-Mail-Programm über die Protokolle POP3 oder IMAP geladen wird, und ist kompatibel zu allen gängigen Mail-Programmen.
Die Klassifizierung der E-Mails erfolgt im Basisprogramm über lokale Black- und Whitelists sowie über Realtime Blackhole List (DNSBLs) im Internet wie SpamCop, Spamhaus oder Fiveten. Daneben verfügt SpamPal aber auch über eine Reihe von Plug-ins, die weitere Filteroptionen ermöglichen und somit die Erkennungsrate erhöhen. Neben einem einfachen Wortfilter (Bad Words Plug-in) und einem Plug-in zur Verwendung regulärer Ausdrücke (RegExFilter) wird auch ein Bayes Spamfilter zum Download angeboten. Neben den Filter-Plug-ins existiert noch eine Vielzahl weiterer Plug-ins und Add-ons, die die Funktionalität des Programmes erweitern.
SpamPal wurde von James J. Farmer entwickelt. Die Entwicklung stagniert seit 2005.

## Rezeption
2005 bewertete Hendric Wehr im Buch Erste Hilfe für Windows XP: so lösen Sie Probleme selbst! SpamPal als einen „der besten Spamkiller überhaupt“. Er wies jedoch darauf hin, dass „seine Konfiguration für Ungeübte nicht gerade einfach“ sei.
Netzwelt meinte 2006, das Programme sei ein gut funktionierender Spamfilter für den privaten Gebrauch.
Im Test der Computerbild im Jahr 2007 schnitt spezielle Antispamsoftware wie SpamPal und Norton Antispam schlechter ab als E-Mail-Programme wie Windows Vista Mail.